# Ordine dell'Eroe popolare

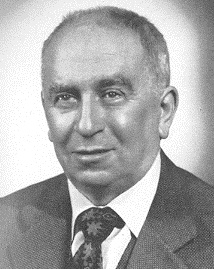
Luigi Longo fu insignito dell'ordine dell'Eroe popolare l'11 marzo 1980 dal presidente jugoslavo Josip Broz Tito

L'Ordine dell'Eroe popolare o Ordine dell'Eroe nazionale (a seconda della traduzione, in serbo-croato: Orden narodnog heroja, Oрден народног хероја; in sloveno: Red narodnega heroja; in macedone: Oрден на народен херој, Orden na naroden heroj) era una medaglia al valore jugoslava, il secondo premio militare più alto e terza decorazione assoluta jugoslava. Fu assegnato a persone, unità militari, politici ed altre organizzazioni che si distinsero per straordinarie imprese eroiche durante la guerra ed in tempo di pace. I destinatari sono stati in seguito conosciuti come Eroi di Jugoslavia o Eroi nazionali della Jugoslavia. La stragrande maggioranza fu assegnata a partigiani per azioni durante la seconda guerra mondiale.  Fu assegnato un totale di 1322 premi in Jugoslavia e a 19 stranieri, tra cui l'italiano Luigi Longo.
Nel 1998, la Repubblica federale di Jugoslavia decise di premiare con l'Ordine dell'Eroe popolare diverse unità militari, ma nessuna persona.

## Storia

### Jugoslavia
Il bollettino del comando supremo dell'Esercito Popolare di Liberazione della Jugoslavia (numeri 12-13 del dicembre 1941 e gennaio 1942) annunciò l'istituzione del titolo di "Eroe popolare" per i partecipanti eroici e martiri delle Guerre di liberazione del popolo.  La prima persona ad essere insignita del titolo fu Petar Leković, successivamente altre 22 persone furono insignite di questo titolo.  Il 15 agosto 1943, il titolo fu formalizzato in un ordine, insieme con l'Ordine di Liberazione del popolo, l'Ordine militare al Coraggio, l'Ordine della Stella partigiana, l'Ordine della fraternità e dell'unità e la medaglia al valore.  Allo stesso tempo, tutte le persone che già detenevo il titolo di Eroe del popolo furono assegnati all'ordine omonimo.
L'onorificenza consiste in un distintivo d'oro ovale che mostra un soldato con fucile e bandiera sovrapposti su una stella raggiante circondata da una corona di alloro. Il distintivo è sospeso da un nastro rosso, con una stretta striscia bianca verso ciascun bordo. Il design di questo e degli altri ordini fu realizzato dal pittore Đorđe Andrejevic Kun e dallo scultore Antun Augustinčić.  Prima del 29 novembre 1943 il titolo di Eroe del popolo è stato assegnato dal comitato centrale della Lega dei Comunisti di Jugoslavia, dopo il 1945 dal Presidente dell'assemblea popolare di Jugoslavia e partire dal 1953 da parte del presidente della Jugoslavia.
Dalla sua nascita fino a circa 1993, l'ordine è stato assegnato quasi 1.400 volte. Il maresciallo Josip Broz Tito è stato insignito dell'ordine tre volte: nel 1944, 1972 e 1977. I titolari dell'ordine avevano diritto a determinate prestazioni, come le tariffe gratuite sui mezzi pubblici e le pensioni per i familiari superstiti degli eroi defunti.  Anche se i benefici da allora sono stati ridimensionati, i paesi post-jugoslavi offrono ancora alcuni vantaggi per gli Eroi del popolo.  Molte scuole e strade in Jugoslavia del dopoguerra sono stati intitolate agli Eroi del popolo e molti dei nomi restano, in varia misura, nei diversi paesi successori.
Non solo persone, ma anche città, unità militari ed organizzazioni sono state insignite dell'ordine. A otto città in Jugoslavia sono state assegnate l'ordine e proclamate città eroe: Belgrado, Cetinje, Drvar, Lubiana, Novi Sad, Prilep, Pristina e Zagabria.

## Serbia e Montenegro
Dopo la dissoluzione della Jugoslavia, la Serbia e Montenegro approvò nel 1998 una legge per continuare ad utilizzare alcune delle decorazioni della ex Jugoslavia, tra le quali l'ordine dell'Eroe popolare, che è stato il quarto ordine più alto dopo l'Ordine della Jugoslavia, l'Ordine della Stella jugoslava e l'Ordine di libertà.
Non è mai stato concesso a singoli individui, ma solo a diverse unità militari attive nella guerra del Kosovo.

## Insigniti e anno di conferimento
I nominativi contrassegnati con † indicano i caduti in guerra.
- Matteo Benussi (1953)
- Sergej Semënovič Birjuzov (1964)
- Jože Borštnar (1952)
- Josip Broz Tito (1944, 1972, 1977)
- Pino Budicin (1973†)
- Marija Bursać (1943†)
- Petar Drapšin (1953)
- Stjepan Filipović (1942†)
- Zenel Hajdini (1953†)
- Blažo Jovanović (1952)
- Edvard Kardelj (1951)
- Lazar Koliševski (1952)
- Sava Kovačević (1943†)
- Luigi Longo (1980)
- Jozo Lozovina Mosor (1951)
- Ivan Maček (1952)
- Vahida Maglajlić (1943†)
- Rodion Jakovlevič Malinovskij (1964)
- Aldo Negri (1944†)
- Koča Popović (1953)
- Lepa Radić (1951†)
- Vidoe Smilevski (1953)
- Vladimir Aleksandrovič Sudec (1964)
- Ludvík Svoboda (1946)
- Fëdor Ivanovič Tolbuchin (1945)
- Michał Żymierski (1946)